# 피에르 레르미트

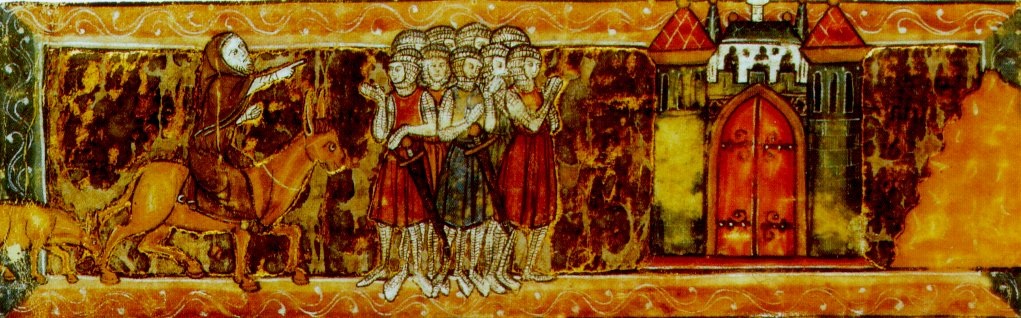
은자 피에르가 십자군에게 예루살렘으로 가는 방향을 가리키고 있다. 그는 늘 당나귀를 탔다.

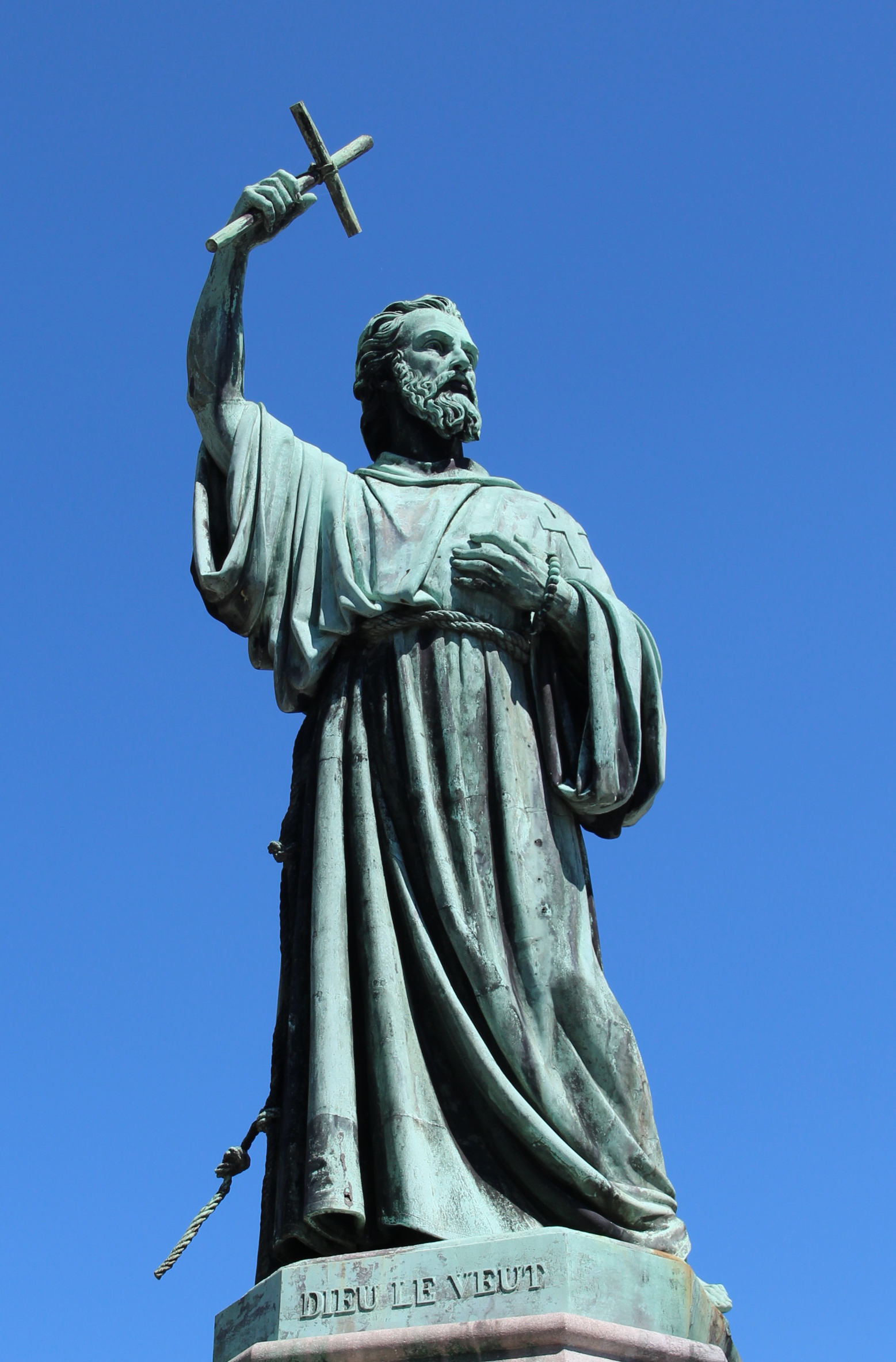
성 베드로의 동상 아미앵에서 은둔 생활.

은수자 피에르(프랑스어: Pierre l'Ermite 피에르 레르미트[*], 생년 미상 ~ 1098년 혹은 1115년경)는 중세 유럽의 한 광신도로 은둔자 피에르라고도 한다. 그의 일과는 당나귀를 타고 이슬람과 전쟁을 해야 한다고 주장하는 것이었다. 그는 성 베드로가 그의 꿈에 나타나 그런 명령을 내렸다고 주장했다.
어느날 교황 우르바노 2세는 그를 소환, 앞세워 전쟁을 교묘히 선동했고 십자군 전쟁이 일어났다. 그런데 피에르는 엉뚱한 생각을 품고 기사 레이날도, 무일푼의 월터라는 사람들과 함께 일반 민중들을 모아서 정식 십자군보다 먼저 출발했다. 이를 군중 십자군이라고 한다.
군중 십자군은 가는 곳마다 약탈을 자행하다가 헝가리 기병에게 떼죽음을 당하고, 베오그라드의 중장보병에게 거의 대부분 죽고 결국 니케아에서 셀주크 투르크의 술탄 킬리지 아르슬란 1세에게 전멸당해, 기사 레이날도는 항복, 피에르는 목숨만 건져 달아난다.
그 뒤 피에르는 1차 십자군에 합류하지만 그의 선동은 더 이상 통하지 않았고 명목상 십자군 사령관인 아데마르 주교와 마찰을 빚게 된다. 안티오키아 공방전에서 피에르는 롱기누스의 창을 발견했다고 주장하고, 그 전투에서 십자군은 승리한다. 그러나 결국 롱기누스의 창의 진위여부 때문에 피에르는 시죄법 재판을 받았고, 죽고 말았다. 이로 인해 롱기누스의 창을 옹호하던 생질의 레몽은 힘을 잃고, 보에몽의 입김이 세지게 되었다.
은자 피에르의 죽음은 여러 설이 있는데, 롱기누스의 창을 발견한 것이 은자 피에르라면 그는 시죄법 재판으로 죽은 것이 되고, 만약 롱기누스의 창을 발견한 것이 은자 피에르가 아니라 동명이인 피에르 바톨로메오라면 은자 피에르는 서유럽에 돌아가 1115년 자연사하고 동명이인 피에르가 1098년 시죄법으로 죽은 것이 된다.
- 롱기누스의 창 사건은 여러 가지 설이 있는데, 롱기누스의 창 참조.